# Club San Martín de Corrientes
El Club San Martín de Corrientes es una institución deportiva de la ciudad de Corrientes, Argentina, situada en el barrio La Cruz. Fue fundado el 24 de enero de 1932 con el nombre de Robson Tenis Club, hasta que el 16 de octubre de 1943 fue renombrado con su denominación actual.
Se destaca en básquetbol, disciplina en la que compite en la Liga Nacional de Básquet (LNB) en donde consiguió un título en la copa Súper 20 del año 2017, además de contar con participaciones en el plano internacional.
El club cuenta con variadas disciplinas entre las que además se destacan tenis, natación, taekwon-do, pelota paleta, cestoball y vóley.

## Historia
En las cercanías del Hipódromo General San Martín (Villa Madrid), tenía fijado su sede social en la época en que comienza este relato, el hoy desaparecido Club "9 de Julio". A raíz de la orientación unilateral que los miembros directivos habían impreso en los últimos años a la entidad, descuidando el aspecto deportivo, surgió la idea dentro de un grupo de socios disconformes de formar una entidad que cumpliera en forma integral una función social, cultural y deportiva. 
Existe, empero otra verdad social que mantuvo firme ese espíritu incoercible que distingue a la Institución. El Club San Martín surgió a la vida, llenando una necesidad social porque en ese momento del existir correntino no había una institución que de ese tipo que diese libre acceso a la clase humilde de nuestro medio ambiente sin ningún móvil selectivo y sin otra exigencia que la honestidad en sus costumbres.
Era esta, entonces, la razón fundamental para conservar a toda costa tan preciada conquista, y en ello reside quizás la explicación de la pujanza extraordinaria y férrea voluntad que caracterizó a sus hombres y mantuvo firme a la Institución aun en las horas más difíciles en que la angustia y la desesperanza hicieron vacilar peligrosamente su futuro. Era el alma de un pueblo socialmente oprimido, que se ergio altivo y orgulloso, reclamando el saludable equilibrio de todos los sectores de la actividad del ambiente, sustentado en una verdadera valoración humana.
El 24 de enero de 1932, en Asamblea celebrada en la Escuela Centenario, se expusieron todos los antecedentes, discutiéndose los problemas más inmediatos y algunos planes para el futuro. En esa reunión histórica se concretó la fundación del club, que originariamente llevó la denominación de Robson Tenis Club, en homenaje al campeón argentino de tenis Guillermo Robson, extraordinario deportista que había paseado gallardamente su raqueta por los circuitos americanos y europeos, conquistando nuevas glorias para el deporte nacional.
En la misma fecha se procedió a la designación de autoridades siendo ungido presidente el doctor Antonio R. Peluffo.
Integrada la Comisión Directiva, se encaró la solución del primer problema que implicaba la consecución del lugar destinado para la sede social y campo de deportes, obteniéndose la ocupación gratuita del inmueble de la Sucesión Amadey, ubicado en la intersección de las calles 9 de Julio Y Chaco, donde hoy se levanta el edificio de Vialidad Nacional. Simultáneamente se dispuso una inscripción general de socios y este primer llamado de la Institución tuvo la adhesión y el apoyo de todos aquellos que desde un principio tuvieron fe en ella, engrosando aquel grupo de los 43 fundadores para iniciar en conjunto la difícil empresa.
Instalados ya en el lugar, se procedió de inmediato al desmonte del terreno, luego a su nivelación y a la construcción de dos canchas de tenis que estuvieron habilitadas a breve término. Casi simultáneamente quedaba también librada al servicio una cancha de básquet.
El proceso institucional del Club San Martín está dividido en dos etapas. La primera corresponde a su fundación y constitución en 9 de Julio y Chaco y la segunda a su traslado e instalación definitiva en el lugar de su emplazamiento actual.
Cuando en octubre de 1932, el administrador de la Sucesión Amadey notifico al Presidente del Club que en virtud de un reajuste económico había resuelto fijar el importe de $50 en concepto de alquiler mensual por la ocupación de terreno cedido, al principio, con carácter gratuito, la C. D. considerando las dificultades económicas para afrontar este compromiso y la necesidad de dar al problema una solución más definitiva, resolvió gestionar ante el Consejo Superior de Educación la cesión precaria de la media manzana de terreno ubicada entre las calles Salta, Moreno y Rioja.
La cesión fue autorizada por resolución de fecha 2 de marzo de 1933 del H. Consejo, pero la ocupación se operó recién a fines del año 1934. Hay que destacar sin embargo que una de las condiciones impuestas por el gobierno para la donación del inmueble, fue la modificación del nombre de la Institución reemplazando la denominación de Robson Tenis Club, por la de Club San Martín. Esta modificación fue dispuesta en Asamblea General Extraordinaria convocada el 16 de octubre de 1949.
Más tarde en cumplimiento de un programa de expansión, las autoridades del club adquirieron tres propiedades linderas, ubicadas sobre la calle Rioja al norte de la tribuna de cemento y una franja de terreno sobre la calle Salta; esta última operación hizo posible la ejecución de la pileta de natación.

## Comisión directiva

### Primera comisión directiva
- Presidente: Antonio Ricardo Peluffo
- Vicepresidente: Daniel E. Barberan
- Secretario: Serviliano Cañete
- Prosecretario: Ramón González
- Tesorera: Matilde M. de Valsangiacomo
- Protesorero: Florencio Pensa
- Vocales: Nicolás Verrastro; Roberto Lottero Martínez; María Elisa Marchissio
- Vocales Suplentes: Mario P. Mosna; Pedro Pazos; Armando González

### Presidentes
- Dr. Antonio Ricardo Peluffo (1932-1933)
- Sr. Mario Lanterna (1933-1934)
- Dr. Amado Sosa (1934-1938)
- Sr. Lorenzo Figueroa (1939-1940)
- Sr. Rogelio A. Chiappe (1940-1942)
- Sr. Miguel Ángel Bernasconi (1943-1947)
- Ing. Raúl A. Ortiz (1948-1949)
- Sr. Manuel Cerviño (1950-1953)
- Ing. Raúl A. Ortiz (1953-1957)
- Sr. Juan Carlos Morales (1957-1967)
- Sr. José María Lorenzo (1967-1969)
- Ing. Raúl A. Ortiz (1969-1971)
- Dr. Jorge R. Mariño Fages (1971-1975)
- Sr. Sergio Orfeo COCHIA (1975-1979)
- Sr. Ambrosio Gagliardone (1979-1987)
- Dr. Rey José María (1987-1988)
- Dr. Jorge R. Mariño Fages (1988-1991)
- Dr. Tulio Mariño Fages (1991-1995)
- Sr. Carlos E. Majul (1995-1998)
- Dr. José R. Morales (1998-2000)
- Dr. Tulio Mariño Fages (2000-2002)
- Ing. Alberto E. Sottile (2002-2019)

## San Martín en básquet
En el plano local San Martin ha logrado ser protagonista a lo largo de los más de 80 años de competencia oficial en el básquet correntino. En una primera etapa federativa logrando conseguir el título del año 1955 y en una segunda etapa asociativa (ABCC) logrando 6 títulos en los años 1957, 1972, 1973, 1976, 2007 y 2009.
La historia del Club San Martín en competiciones nacionales empieza en los años 70 donde participó del antiguo Campeonato Argentino de Clubes. Por el año 1995 formó parte del extinto torneo "Pronea", torneo regional perteneciente a la Confederación Argentina de Básquetbol, del cual logró el ascenso a la Liga B, por entonces tercer estamento del básquet argentino, de la mano de la dirección técnica de Atilio Mosna y de un plantel nutrido de jugadores locales.
Su campaña en la Liga B continuo hasta el año 1999, donde por problemas económicos tuvo que vender la plaza.
Los años siguientes participó solo de torneos locales, hasta que al participar y ganar el torneo provincial en el año 2005, gana el derecho de jugar la Liga C (ahora Torneo Argentino de Clubes). Sus participaciones en esta división fueron discretas, nutriéndose de jugadores locales, en su mayoría juveniles del club. 
En el año 2007, bajo la dirección técnica de Ariel Rearte, se consagra campeón de la Liga C ganándole la final a Unión y Fuerza de Presidencia Roque Sáenz Peña, consiguiendo el derecho de jugar nuevamente la extinta Liga B, ahora Torneo Federal de Básquetbol. Categoría en la cual no participaría ya que compraría una plaza en el Torneo Nacional de Ascenso, donde participó desde la temporada 2007/2008.
En la temporada 2010/2011 asciende a la máxima categoría del básquet nacional, donde participaría una temporada, descendiendo nuevamente al Torneo Nacional de Ascenso. Pasaron dos temporadas más en la segunda categoría, hasta que en la 2013/2014, lograría el segundo ascenso y el regreso a la elite.
Siendo uno de los dos clubes recién ascendidos en la temporada 2014/2015, finaliza en el tercer lugar de la competencia, perdiendo la final de conferencia con Quimsa de Santiago del Estero y clasificando por primera vez en su historia a la Liga Sudamericana de Clubes.

### Primer ascenso a la Liga Nacional de Básquet
En el año 2011, cuando se encontraba disputando el Torneo Nacional de Ascenso, el equipo dirigido por Ariel Rearte se impuso a Ciclista Juninense en el cuarto juego del repechaje por 88 a 83 y se convirtió en el segundo equipo correntino que logra el ascenso a la LNB. Fue la noche de gloria para el club correntino que lo esperaba desde hace varias temporadas y lo consiguió con un marco ideal de público. 
El equipo de Ariel Rearte jugó 45 partidos en la 2010/11 y lo hizo con un récord único de 28 triunfos y 17 derrotas. Fue el torneo que más festejos cosechó, sin dudas le sirvió para poder festejar el ansiado ascenso a la LNB. Pero rompía las rachas desde las fases iniciales porque en la serie regular obtuvo 18 victorias contra 10 caídas (9-5 en Zona Norte y otros 9-5 en TNA-1), igualando el mejor registro que lo tenía justamente desde la temporada 08/09. Ya en post-temporada, los “rojinegros” jugaron 17 partidos venciendo en cuartos de finales al Club Italiana de Charata (3-2), en semifinales al club Alvear de Villa Ángela (3-1) y cayó en la final por el título ante Quilmes de Mar del Plata (1-3). 

#### El plantel

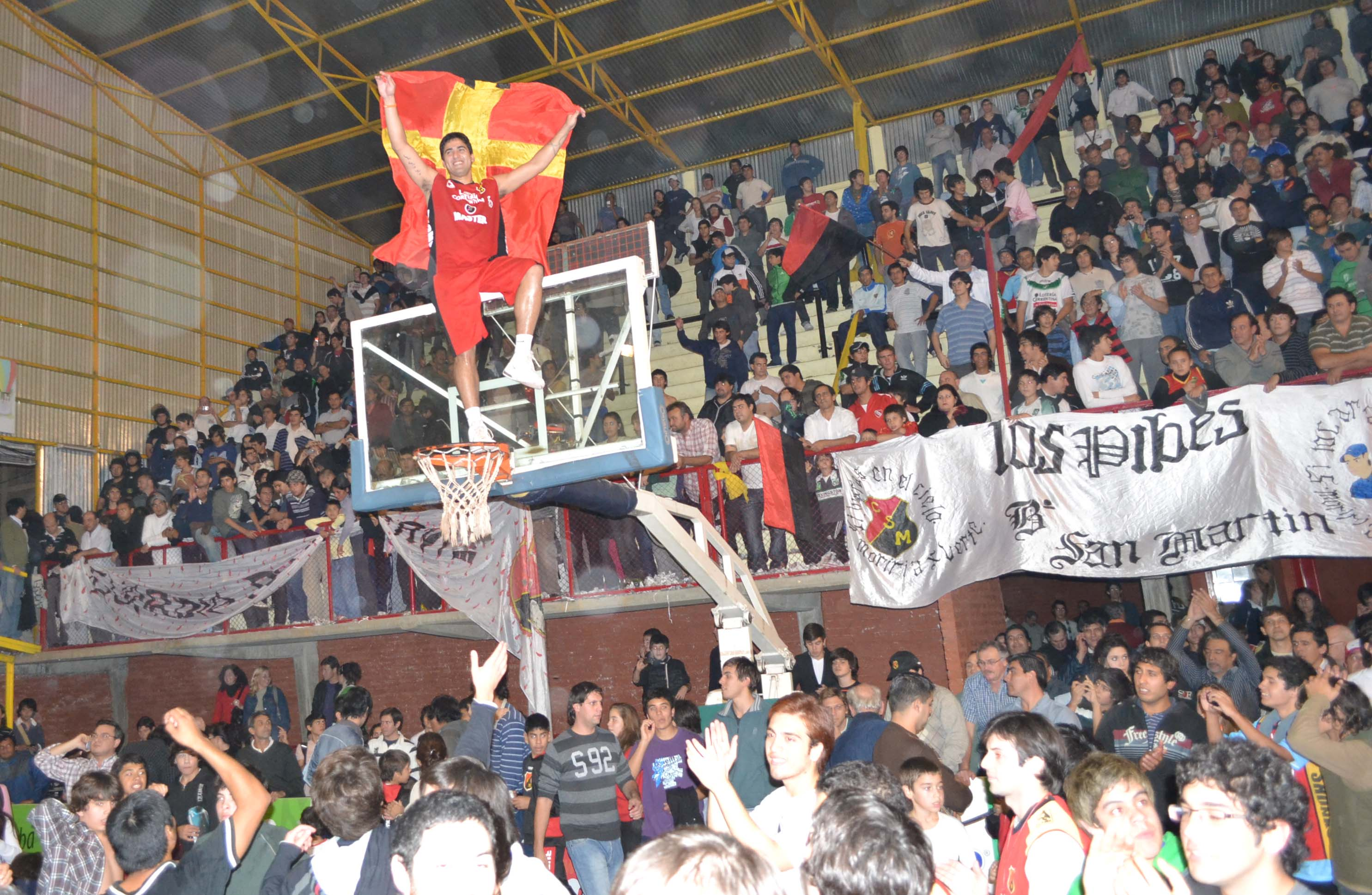
Fabián Elías Saad, una pieza clave en el ascenso

Jugadores: Julián Olmedo, Mariano Ceruti, Sebastián Castiñeira, Andrés Rodríguez, Javier Abbadie, Fabián Elías Saad, Fabián Ramírez Barrios, Anthony Glover, Maximiliano Saravia, Franco Balbi, Ramiro Iglesias y Ariel Pau.

Cuerpo técnico: Ariel Rearte (Director Técnico), Gastón Castro (Asistente Técnico), Diego Coronel  (Preparador Físico), Gustavo Rossetti (Kinesiólogo), Clemente Ramírez (Utilero) y Jorge Balbis (Jefe de Equipo). 

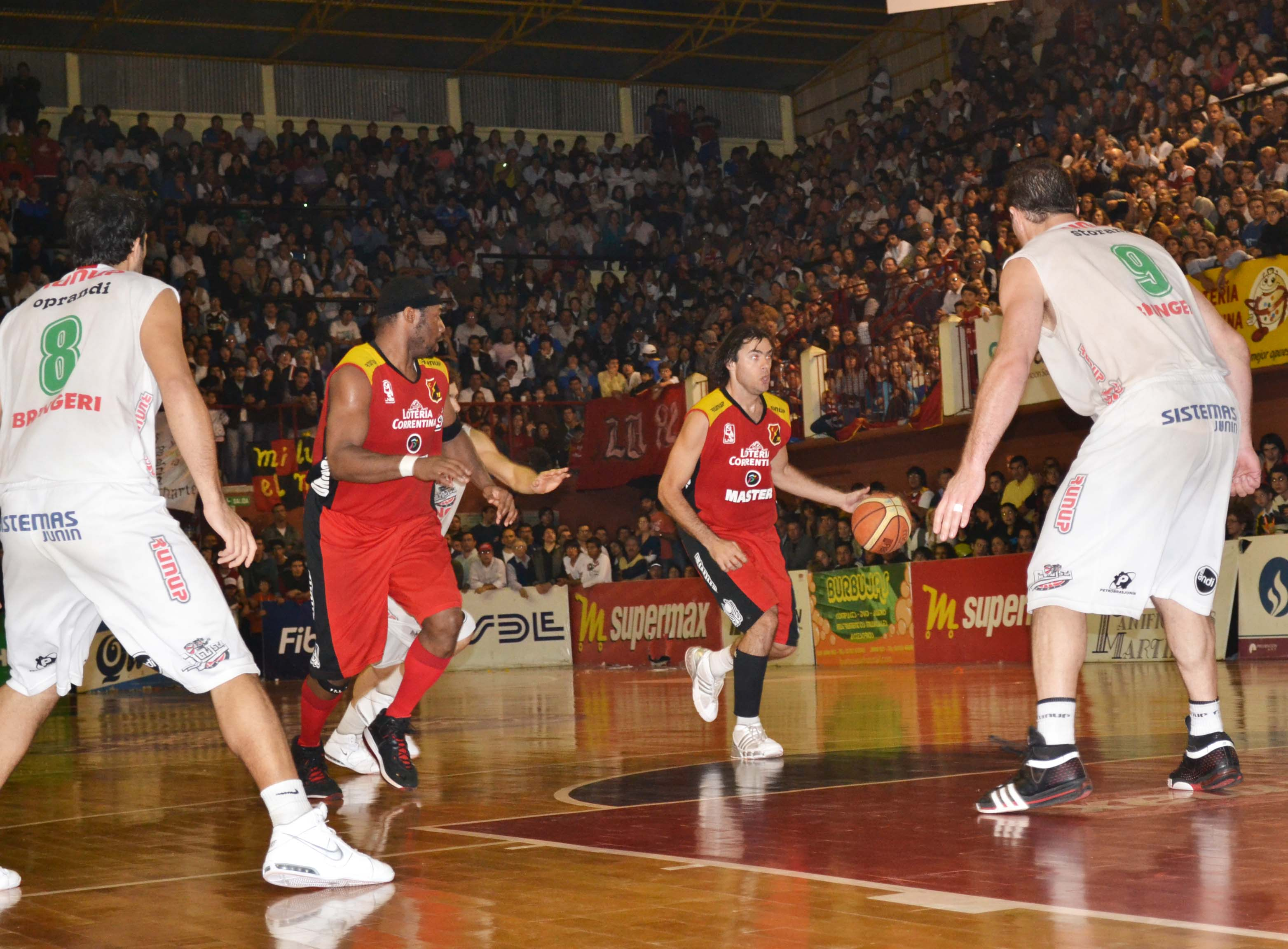
El "Fortín Rojinegro" el día del ascenso a la LNB

### Segundo ascenso a la LNB
El 31 de mayo de 2014, misma fecha en la que se obtuvo el primer ascenso, el Club San Martín, esta vez dirigido por el técnico cordobés Sebastián González, obtenía por segunda vez en su historia el ascenso a la máxima categoría del básquet nacional. "Barriendo" la serie por 3 a 0 en el repechaje por el segundo ascenso, ganándole al Club Instituto Atlético Central Córdoba, en condición de visitante con un tanteador final de 72 a 71, retorno a la LNB, luego de dos temporadas en el Torneo Nacional de Ascenso.
La campaña que llevó a San Martin a la Liga Nacional de Basquetbol fue:

#### Primera Fase – Grupo 1
1. Fecha 1: Sarmiento (Resistencia) 83 – San Martín 82
2. Fecha 2: San Martín 74 – Alvear (Villa Ángela) 70
3. Fecha 3: Oberá TC 86 – San Martín 81
4. Fecha 4: San Martín 80 – Unión Progresista (Villa Ángela) 72
5. Fecha 5: Libre
6. Fecha 6: Alvear (Villa Ángela) 72 – San Martín 69
7. Fecha 7: San Martín 87 – Oberá TC 64
8. Fecha 8: Unión Progresista (Villa Ángela) 94 – San Martín 83
9. Fecha 9: Libre
10. Fecha 10: San Martín 77 – Sarmiento (Resistencia) 82

#### Segunda Fase – Zona Norte
1. Fecha 1: San Martín 62 – Echagüe (Paraná) 72
2. Fecha 2: Unión (Santa Fe) 94 – San Martín 85
3. Fecha 3: San Martín 67 – San Isidro (San Francisco) 69
4. Fecha 4: Sarmiento (Resistencia) 65 – San Martín 75
5. Fecha 5: San Martín 87 – Unión Progresista (Villa Ángela) 74
6. Fecha 6: Alvear (Villa Ángela) 65 – San Martín 72
7. Fecha 7: San Martín 87 – Instituto (Córdoba) 71
8. Fecha 8: Barrio Parque (Córdoba) 84 – San Martín 75
9. Fecha 9: San Martín 83 – Oberá TC 80
10. Fecha 10: Echagüe (Paraná) 81 – San Martín 87
11. Fecha 11: San Martín 96 – Unión (Santa Fe) 81
12. Fecha 12: San Isidro (San Francisco) 77 – San Martín 66
13. Fecha 13: San Martín 91 – Sarmiento (Resistencia) 84
14. Fecha 14: Unión Progresista (Villa Ángela) 80 – San Martín 92
15. Fecha 15: San Martín 67 – Alvear (Villa Ángela) 69
16. Fecha 16: Instituto (Córdoba) 70 – San Martín 77
17. Fecha 17: San Martín 82 – Barrio Parque (Córdoba) 77
18. Fecha 18: Oberá TC 60 – San Martín 73

Tercera Fase – Playoffs
Reclasificación
1. Juego 1: San Martín 95 – La Unión (Colón) 67
2. Juego 2: San Martín 73 – La Unión (Colón) 72
3. Juego 3: La Unión (Colón) 103 – San Martín 87
4. Juego 4: La Unión (Colón) 65 – San Martín 83

Cuartos de final
1. Juego 1: San Martín 76 – Banda Norte (Río IV) 54
2. Juego 2: San Martín 79 – Banda Norte (Río IV) 73
3. Juego 3: Banda Norte (Río IV) 102 – San Martín 97
4. Juego 4: Banda Norte (Río IV) 60 – San Martín 64

Semifinal
1. Juego 1: San Martín 76 – Instituto (Córdoba) 77
2. Juego 2: San Martín 83 – Instituto (Córdoba) 77
3. Juego 3: Instituto (Córdoba) 96 –San Martín 71
4. Juego 4: Instituto (Córdoba) 73 – San Martín 68

#### Repechaje
Semifinal
1. Juego 1: San Martín 90 – Alvear (Villa Ángela) 60
2. Juego 2: San Martín 83 – Alvear (Villa Ángela) 82
3. Juego 3: Alvear (Villa Ángela) 95 – San Martín 86
4. Juego 4: Alvear (Villa Ángela) 68 – San Martín 60
5. Juego 5: San Martín 70 – Alvear (Villa Ángela) 57

Final
1. Juego 1: San Martín 64 – Instituto (Córdoba) 63
2. Juego 2: San Martín 76 – Instituto (Córdoba) 58
3. Juego 3: Instituto (Córdoba) 71 – San Martín 72

##### El plantel
Jugadores: Federico Aguerre, Jeremiah Wood, Jonatan Treise, Justin Keenan, Leonardo Mainoldi, Lucas Faggiano, Matias Lescano, Reynaldo García, Axel Méndez, Franco Alorda, Juan González Nadal, Lucas González y Matias Solanas. 
Cuerpo técnico: Sebastián González (Director Técnico), Claudio Arrigoni (Asistente Técnico), Jorge Balbis (Asistente Técnico), Julián Puyas (Preparador Físico), Gustavo Rossetti (Kinesiólogo), Mauricio Melgarejo (Médico), Nicolás Pedrido (Nutricionista), Ramón Núñez (Utilero) y Javier Iglesias (Jefe de Equipo).

### Primer título en la elite

San Martin campeón otra vez en Córdoba

San Martin alcanzó en Córdoba su primer título nacional en la categoría de elite. En un gran partido, venció por 83-74 a Instituto y se llevó el Súper 20, torneo que abrió la temporada de LNB.
Fue el primer título logrado por el club, luego de cuatro temporadas seguidas en la máxima categoría y que llegar a esta definición además, le dio la chance en 2018 de volver a pelear en el ámbito internacional ganando una plaza en la Liga Sudamericana.
El base bahiense Lucas Faggiano fue la gran figura de la noche sumando 31 puntos (6-7 en triples), mientras que el santafesino Leonardo Mainoldi con 21 (y 10 rebotes) fue otro de los hombres claves del juego triunfal.
San Martín tuvo una racha inicial que estableció diferencias en el juego y el score en los primeros instantes. Puso 10-0 en 4’, producto de su efectividad en ofensiva y su defensa sobre las primeras intervenciones del local.
Pero los dirigidos por Facundo Müller tuvieron reacción, con el trabajo de Scala y González que emparejaron las acciones (11-12 cuando restaba 1:30).
San Martín no pudo sostener esa ventaja pero con Faggiano y Mainoldi se las arregló para cerrar con el parcial favorable.
En este primer tiempo de rachas, fue Instituto el que tuvo conexión y efectividad en la primera parte del segundo segmento. Primero estableció el score 21-17 y extendió su momento determinando la máxima distancia (30-19, promediando el 2C), con trabajo sostenido del perímetro.
Pidió “tiempo muerto” Sebastián González y arregló las piezas: la gran producción de Faggiano (llevaba 5-6 en triples y cerró el PT con un bombazo de mitad de cancha), acompañado por Mainoldi y la defensa en equipo establecieron el parcial de 21-5 para cerrar con ventajas y mejor juego.
El tercer cuarto tuvo los ajustes en defensa en ambos bandos. San Martín no pudo mantener distancias y fue mérito de Instituto que se llevó el parcial 18-13, a pesar del cierre favorable que volvió a tener la visita.
Los diez minutos finales fueron dignos de una final. Presión y defensa que lo supo capitalizar mejor San Martín, sumando siempre el protagonismo en el tanteador y siendo inteligente desde la defensa ante cada reacción local y que supo encontrarlo con un mejor cierre, desde la línea de sentencia, hasta el final del partido.

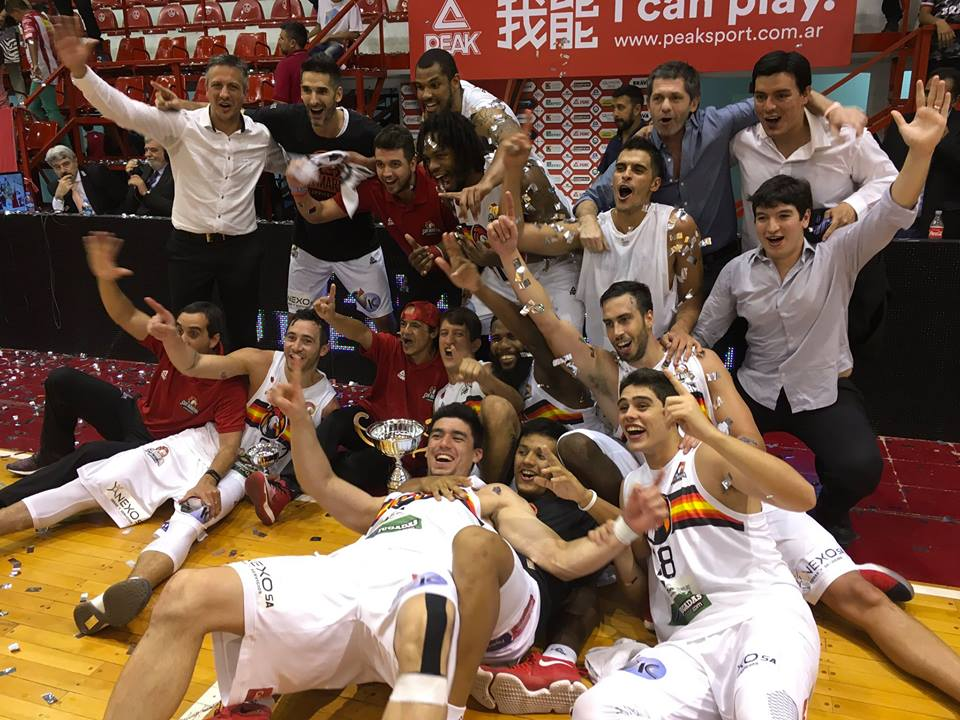

##### El plantel
Jugadores mayores: Federico Aguerre, Jeremiah Wood, Jonatan Treise, Justin Keenan, Leonardo Mainoldi, Lucas Faggiano, Matias Lescano y Reynaldo García
Jugadores menores: Axel Méndez, Franco Alorda, Juan González Nadal, Lucas González y Matias Solanas.
Cuerpo técnico: Sebastián González (Director Técnico), Ariel Checenelli (Asistente Técnico), Gabriel Revidatti (Asistente Técnico), Julián Puyas (Preparador Físico), Franco Chanquet (Kinesiólogo), Pablo De Pedro (Médico), Nicolás Pedrido (Nutricionista), Ramón Núñez (Utilero) y Javier Iglesias (Jefe de Equipo).

### San Martín en el básquet internacional
Luego del tercer puesto conseguido en la Liga Nacional de Básquet 2014/2015, San Martín obtuvo el derecho de participar de su primer torneo internacional, la Liga Sudamericana de Clubes 2015. 
EL cuadrangular de cuartos de final se desarrollaría en Brasil, siendo local Mogi Das Cruzes, donde además participarían Trouville de Uruguay y Deportes Castro de Chile. San Martín no tendría problemas para clasificar primero a la siguiente instancia de manera invicta.
Luego llegaría el cuadrangular de semifinal, donde se clasificaba a la Gran Final solo el primero del grupo. En esta oportunidad el local seria Guaros de Lara de Venezuela, completando el certamen Mogi Das Cruzes y Franca, ambos de Brasil. Nuevamente de manera invicta alcanzaría el primer puesto de la zona, logrando el privilegio de disputar en su primera experiencia internacional la Gran Final de la competencia.
Esta oportunidad el rival seria el multicampeon UniCeub de Brasil, la misma se disputaría a mejor de tres partidos, donde San Martín tendría la ventaja de la localia por sumatoria de puntos. 
En el primer encuentro perdería en suplementario 94 a 92, disputado en la ciudad de Brasilia. Mientras que en el segundo encuentro disputado en la Ciudad de Corrientes en el estadio Raúl Argentino Ortiz, volvería a caer por 82 a 79, resignando la posibilidad de consagrarse campeón, perdiendo en la serie final por 2 a 0.

## Palmarés
| Locales (Asociación de basquetbol de la ciudad de Corrientes) | Nacionales                                    | Provinciales (Federación de basquetbol de la Provincia de Corrientes) | Ascensos                                                                    |
| ------------------------------------------------------------- | --------------------------------------------- | --------------------------------------------------------------------- | --------------------------------------------------------------------------- |
| Torneo oficial 1955 (Etapa federativa)                        | Torneo Argentino de clubes -Region Nea - 2007 | Liga Provincial de Clubes 2007                                        | Del Pronea a la Liga B - 1995                                               |
| Torneo oficial 1957                                           | Súper 20 2017                                 |                                                                       | Del Torneo Nacional de Ascenso a la Liga Nacional de basquetbol - 2010/2011 |
| Torneo oficial 1972                                           |                                               |                                                                       | Del Torneo Nacional de Ascenso a la Liga Nacional de basquetbol - 2013/2014 |
| Torneo oficial 1973                                           |                                               |                                                                       |                                                                             |
| Torneo oficial 1976                                           |                                               |                                                                       |                                                                             |
| Copa Palacio 2001                                             |                                               |                                                                       |                                                                             |
| Torneo oficial 2007                                           |                                               |                                                                       |                                                                             |
| Copa Palacio 2007                                             |                                               |                                                                       |                                                                             |
| Torneo oficial 2009                                           |                                               |                                                                       |                                                                             |
| Copa Palacio 2018                                             |                                               |                                                                       |                                                                             |
| Torneo oficial 2019                                           |                                               |                                                                       |                                                                             |

## Himno
Durante la octava edición de los bailes de carnaval que el club realizaba anualmente se estrenó el himno al club. El mismo fue compuesto por Joe Rispoli y Domingo Federico, artistas de trayectoria reconocida a nivel nacional que vinieron a animar el carnaval en una oportunidad. La marcha se escuchó por primera vez en 1954:
Dando ejemplo 

De viril deporte 

Club San Martín 

Siempre serás 

Cuna de bravos 

Nobles y valientes 

Caballeros del esfuerzo 

Y la verdad 

En tu estandarte 

Robson gran figura 

Que conquisto con su valor 

Ese laurel que perpetuo 

El bronce eterno del amor 

El alma encuentra 

En tu seno amable 

Una expansión espiritual 

Que va tejiendo 

En lazos fraternales 

Reuniones de social cordialidad 

Con este canto 

Llegue a lo más alto 

En el latir sentimental 

Vibrante si como el clarín 

“Club San Martín 

Siempre triunfal” 

CORO:
Club San Martín 

Club San Martín 

Como el clarín 

Vibrante sos 

Club San Martín 

Club San Martín 

En el confín tu corazón  

## Instalaciones
- Salón de usos múltiples "Lapachos": En alquiler para fiestas y eventos.
- Edificio de tres pisos: que consta de cancha de pelota paleta, oficinas y escuela de taekwon-do.
- Casa antigua o Casa Méndez: donde actualmente funciona el Restaurante "Casa Antigua". El mismo fue sede de organismos gubernamentales, hospital y escuela a fines del siglo XIX y que fue cedido a la institución a cambio de su conservación como edificio histórico. Fue propiedad del Gobernador Juan Bautista Méndez, entre los años 1814 y 1816, instaló allí su despacho oficial. Su pintoresca fachada se conserva aún.
- Gimnasio: de musculación, crossfit y spinning.
- Drugstore - resto bar: con patio cervecero.
- 2 canchas de tenis: Superficie de polvo de ladrillo, con un quincho en el sector por calle Rioja.
- Micro estadio "El Fortín Rojinegro": con capacidad para 2500 personas. Consta de piso de parqué y butacas en todas sus localidades.
- Micro estadio auxiliar "Tono Gonzales": Con capacidad para aproximadamente 500 personas. Consta piso de parqué y plateas con butacas.
- Pileta de natación: Climatizada, con un quincho en planta alta.
- Quincho en cancha auxiliar: Para uso de los socios, en alquiler para eventos sociales, con aire acondicionado y equipamientos.
- Parque "24 de enero" en el paraje "El perichón": El mismo consta parrillas y cámpines.
- El Fortin Store: Local de ventas de merchandising del club.

Actualmente está en proyecto la construcción de albergues deportivos en el edificio.

### Estadio Raúl Argentino Ortiz
El Estadio Raúl Argentino Ortiz, apodado el Fortín Rojinegro, es el estadio que utiliza el club para sus eventos deportivos principales, sobre todo el baloncesto. Está equipado con butacas antivandálicas en todas sus localidades, posee palcos para las autoridades, Wi-Fi, cabinas de prensa y baños para popular, sector platea y sector visitante, vestuarios local, visitante y de árbitros. 
Reúne todas las medidas de seguridad pedidas por el COPROSEDE, ventilación natural forzada por los paneles laterales que junto al sistema de ventiladores le permiten airear y refrescar el interior, tamaño de la cancha con medidas aptas para competencia internacionales tanto de básquet como de vóley, sistema de equipamiento con tableros de tanteador electrónicos y jirafas con aros rebatibles.

### Casa Antigua o Casa Méndez
Cuando se organizó la provincia de Corrientes en el año 1814, fue designado gobernador intendente don Juan Bautista Méndez, quien fijo la sede del gobierno en su propiedad particular ubicada en la esquina de las calles Salta y Moreno. Dicho dominio paso al patrimonio fiscal.
La sede del gobierno se constituyó luego en los edificios del colegio Jesuítico y el local de 1814 fue designado para escuela primaria de letras. Durante la guerra de la Triple Alianza en 1865 fue utilizado como Hospital de Sangre y cuando la epidemia de la fiebre amarilla de 1871, como hospital de aislamiento.
Nuevamente fue habilitada como escuela y a partir de 1900 biblioteca popular del barrio, formada mediante donaciones hechas por el Dr. Avelino Veron cuya denominación tenía.
Cuando la escuelita de la Cruz cerro sus puertas para dar paso a la del Centenario el local quedó en el más absoluto abandono.
El inmueble, por ley del 17 de octubre de 1888, paso al Consejo Superior de Educación, el que por resolución de fecha del 22/03/1933 cedió al Robson Tenis Club la ocupación precaria que se operó recién a fines del siguiente año. Por razones de seguridad el Consejo en la sesión precipitada había dispuesto la demolición total del edificio, pero simultáneamente las autoridades del Club gestionaron ante la P. E. su restauración, circunstancia que vino a anular de hecho aquella resolución del consejo.
Pese a ello la edificación sobre la esquina tuvo que ser demolida debido al estado ruinoso de ese sector, restaurándose el amplio salón central de la vieja Casa de Gobierno.
Fue cedido a la institución a cambio de su conservación como edificio histórico. A lo largo de los años el Club San Martín con recursos propios y con el aporte personal de sus socios, principalmente del expresidente de la institución Dr. Tulio Mariño Fages, resguardo del paso del tiempo este edificio que hoy forma parte del patrimonio arquitectónico de la ciudad de Corrientes.

### Parque 24 de Enero
En sesión de la comisión directiva del 18 de agosto de 1965, el presidente Juan Carlos Morales expuso la iniciativa largamente acariciada de adquirir un terreno destinado a las actividades náuticas, deportes al aire libre y actividades de recreación.
Fue así que el 31 de agosto de 1965 la C. D. aprobó las gestiones de la presidencia para la adquisición de los terrenos en el Paraje "El Perichon" en la suma de $1 000 000. Vale destacar que la suma no demandada ninguna erogacion al club, pues por separado se gestionó y obtuvo la compra de un lote de 14 hectáreas en las inmediaciones en una suma de $1 200 000, disponiéndose su fraccionamiento para una venta pública.
El acto de remate de los 143 lotes obtenidos en el fraccionamiento, tuvo lugar en la sede del club los días 23 y 30 de enero de 1966, obteniéndose un total de $17 126 000, lo que basto para cubrir las obligaciones adquiridas por la institución. Como reserva se dejó un lote sin adjudicar.
Las continuas inundaciones producidas por las crecientes del rio Paraná demoraron las obras de desmalezamiento y construcción de terraplenes interiores y de acceso.
Recién el 12 de octubre de 1966 lo gro abrir sus puertas el gran parque social. Al acto de inauguración acudieron importantes autoridades gubernamentales, militares, eclesiásticas y una afluencia importante de socios y simpatizantes.
El 22 de enero de 1967 quedó inaugurado el balneario sobre el extremo norte, frente a la isla Meza, para dicho emprendimiento se necesitó el refulado de 10 000 metros cúbicos de arena.
El parque "24 de Enero", se encuentra hoy a disposición de todos los socios, dispone de canchas de fútbol y hockey, un balneario, parrillas y un amplio sector destinado a la actividad de camping.

### Pileta de natación reformada
Las reformas se realizaron durante el verano de 2011 hasta el invierno de 2012. Consistieron en:

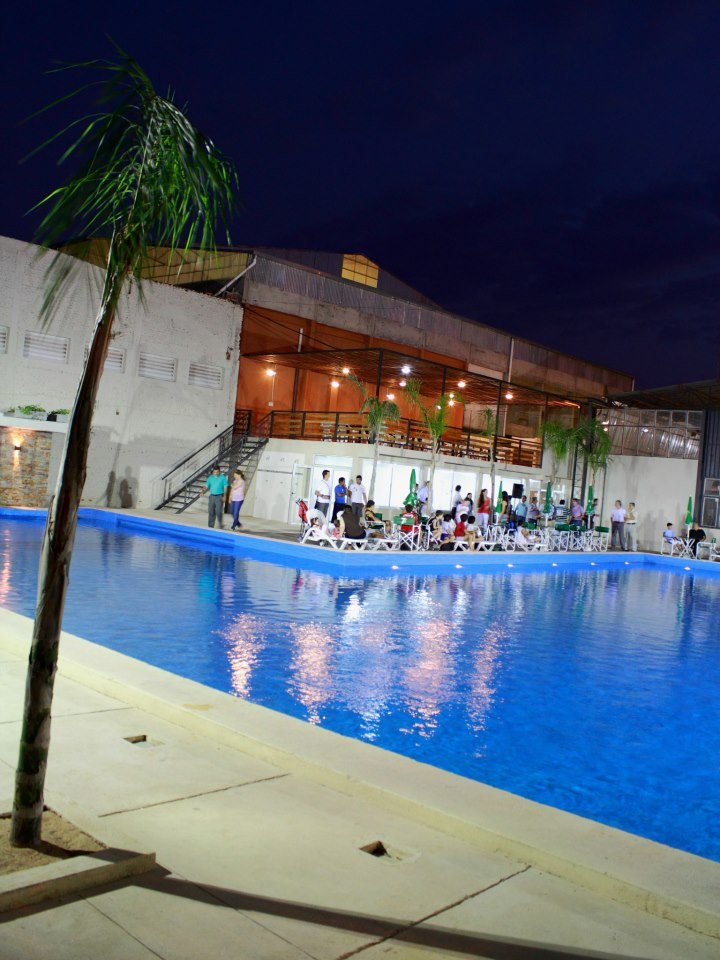
Pileta remodelada del Club

- Disminución de la profundidad unificándola a una altura de 1,6 m
- Cambio de toda la instalación de circulación del agua y filtrado
- Modernización de los filtros y bombas obsoletos y deteriorados por el paso del tiempo
- Armado de sector de estar con pérgolas y mobiliarios de piscina
- Nuevo sector de ingreso totalmente vidriado con una cubierta de losa para solárium
- Refacción de los sanitarios de damas y caballeros con sector de lockets para guardarropas
- Colocación de deck como solado principal alrededor de la piscina
- Eliminación de los bordes y salivadores reemplazándolos por solados periféricos
- Incorporación de vegetación tropical para acondicionar los lugares de estar
- Iluminación nueva tanto decorativa como general
- Apertura de ventanales vidriados hacia la calle Salta que permiten visualizar el sector pileta

Todas las obras fueron llevadas a cabo con el aporte de socios y simpatizantes que adhieren a nuestros emprendimientos. La dirección de la misma estuvo a cargo del Ing. Alberto Sottile y el Arq. Atilio H. Mosna, además de Ing. Mario Carzino, Arq. Sergio Cocchia, Alberto Papadia, Héctor Ferreyra y Domingo Benítez.
Después del éxito que resultó la colonia de vacaciones, así como también los cursos de natación durante el verano 2013-2014, la entidad correntina junto al profesor Sergio Ferreyra, exnadador olímpico, decidió encarar un ambicioso proyecto que está próximo a concretarse: volver a contar con una pileta climatizada.
Para ello se utilizó un Domo Inflable, único en la región, dada la magnitud y las características del mismo. La instalación de este sistema representó todo un desafío para la empresa encargada, dado que la pileta de la entidad tiene la forma de una “L”.
Durante varios días se trabajó en la instalación del “súper Domo”, con 30 metros de largo y 27 de ancho en algunos sectores. Para mantenerlo inflado se utilizan turbinas y un sistema especial de ingreso y egreso a la pileta para evitar la pérdida del aire.

## Plantilla actual

### Mercado de Invierno 2025
| Siguen de la temporada 2024-25 | Siguen de la temporada 2024-25 |
| Jugador                        | Posición                       |
| ------------------------------ | ------------------------------ |
| Gabriel Revidatti              | Entrenador                     |
| Gastón García                  | Base                           |
| Franco Méndez                  | Base                           |
| Lucas Gargallo                 | Alero                          |

| Altas             | Altas     | Altas              |
| Jugador           | Posición  | Procedencia        |
| ----------------- | --------- | ------------------ |
| Víctor Fernández  | Base      | Peñarol            |
| Leonel Schattmann | Escolta   | Obras              |
| Federico Aguerre  | Ala-pívot | Riachuelo          |
| Salvador Giletto  | Ala-pívot | Regatas            |
| Lautaro Berra     | Pívot     | Aurora Basket Jesi |

| Bajas             | Bajas     | Bajas                |
| Jugador           | Posición  | Destino              |
| ----------------- | --------- | -------------------- |
| Federico Grun     | Escolta   | Gimnasia de Comodoro |
| Sebastián Acevedo | Ala-pívot | La Unión             |

## Personajes destacados

### Jorge Molina
Por las instalaciones del CSM pasaba hace más de 30 años, Jorge Molina, un entrenador, formador y compañero saladeño que inició un camino que hoy tiene sus frutos en dirigentes, varias divisiones y le da familiaridad a la esquina de Salta y Moreno.
Molina, fue en la década del ’70 un formador de lujo que tuvo varias categorías del “santo” bajo su responsabilidad y que desde 1971 logró establecer camadas de buenos jugadores.
Se lo conocer como el actual dueño de un legado y presente del club que comenzó con aquel recordado título en el Campeonato Nacional de Clubes, logrado en Villa Ángela y de cuyo plantel participan, entre otros, Carlos Vignolo, Pablo D’Andrea, José D’Andrea, Atilio Mosna y Gustavo Ahlbom, ganándole la final al club pinocho de Eduardo Olmedo (uno de los creadores del mini, tal cual se lo conoce hoy).
Molina supo ejercer con responsabilidad y sacrificio su tarea de formador deportivo, fundado en sus comienzos en Atlético Saladas y más tarde en el Club San Martín.
Don Jorge Molina, en San Martín, junto a “Perico” Aquino en Regatas, “Cocoliche” Duarte en Hércules y otros, fueron los pioneros del minibásquet en Corrientes. Bajaron la altura de los aros y comenzaron a usar las pelotas más chicas y más livianas (n.º 5).
También pasó por clubes de Buenos Aires, ciudad donde recaló por razones laborales. Pero dejando un legado inmenso que los profundizó dirigiendo además los seleccionados capitalinos de primera y hasta respondiendo por Corrientes en representativos que tuvieron presencia nacional, con valores de la talla de Omar “Pacho” Cóceres, Andrés Magni, Guillermo Argañaraz y Rito Méndez.
“Fue un revolucionario de la época, un formador muy estricto y disciplinario”, revive Javier Moretti, uno de sus “discípulos”. Otros van más allá en los recuerdos: “No te dejaba entrenar con ropa de color. Tenía sus formas de enseñar a jugar al básquet”.
Jorge Molina, hombre importante en la historia del San Martín, dueño de una legión que hoy dirige al “santo” en planos nacionales.
Fue parte de una base que lo recuerda y que vive con él, para seguir formando.

### Alejandro Coronel
"Ale" nació en Corrientes el 25 de julio de 1973, hijo prodigio de las inferiores del club. De gran carrera profesional en la LNB, es sin lugar a dudas el mejor jugador en la historia de la institución y del básquet correntino.
Se inició en el deporte a los 5 años y con tan solo 14 logró integrar el equipo de la primera división del club. Esto llevó a que con solo 15 años forme parte del plantel profesional del Club Córdoba que se encontraba jugando torneos nacionales a finales de los 80. A los 17 años pasó por Unión de Ituzaingó y desde ahí en el básquet profesional, en San Jorge (Santa Fe), La Unión de Colón y Echagüe de Paraná, Luz y Fuerza de Posadas, Estudiantes de Olavarría, Ferro Carril Oeste, Ben Hur de Rafaela, Club de Regatas Corrientes, Peñarol de Mar del Plata y Club Atlético Obras Sanitarias de la Nación.
Luego de diagnosticarle una enfermedad grave, vuelve al San Martín para formar parte del plantel que le dio el ascenso del Torneo Argentino de Clubes a la Liga B.
Cuando San Martín compra la plaza en el Torneo Nacional de Ascenso, se le ofrece el cargo de jefe de equipo, cargo al que más tarde renunciaría, ya que no pudo "aguantarse las ganas de jugar", se incorpora al plantel profesional y se retira jugando en el club de sus amores.
A raíz de esa enfermedad, Ale hoy ya no está entre nosotros, pero la institución mantendrá siempre el cariño a quien fue un ejemplo de tenacidad y lucha ante las adversidades, además de gran deportista.
La institución lo homenajeó con un mural en la cancha auxiliar y colgando su camiseta n.º 10 en lo alto del Fortín Rojinegro. Su recuerdo quedará en la memoria del básquet correntino y en especial de la "familia sanmartiniana", siendo un ejemplo a seguir para niños y jóvenes que se forman en este deporte.

## Otras disciplinas
La disciplina fundacional, el tenis, ha formado grandes jugadores, llegando a contar con la presencia de una eminencia de dicho deporte a nivel nacional y mundial como Guillermo Vilas, que visitó la institución, durante la presidencia de Sergio Coccia. 
Mientras que en básquet, participa actualmente de la Liga Nacional de Básquet.
- Básquetbol
- Cestoball
- Natación
- Pelota paleta
- Taekwon-Do
- Tenis
- Vóley
- Gimnasio de musculacion y crossfit